# دالي هاتشر
دالي هاتشر (بالإنجليزية: Dale Hatcher) هو لاعب كرة قدم أمريكية أمريكي، ولد في 5 أبريل 1963 في تشيراو في الولايات المتحدة.

## وصلات خارجية
- دالي هاتشر على موقع مرجع كرة القدم المحترفة.كوم (الإنجليزية)